# Сага о Рейневане
Сага о Рейневане (пол. Saga o Reynevanie), иногда Гуситская трилогия (пол. Trylogia husycka) — историко-фантастический цикл польского писателя Анджея Сапковского. Первый роман трилогии вышел в 2002 году, последний — в 2006.

## Книги
- Башня шутов (нем. Narrenturm), роман (2002).
- Божьи воины (пол. Boży bojownicy), роман (2004).
- Свет вечный (лат. Lux perpetua), роман (2006).

## Сюжет
Действие трилогии происходит в 1422—1434 годах, во времена так называемых гуситских войн, периода, когда чешские гуситы начали «экспорт революции» в соседние страны: Германию, Польшу, Моравию, Австрию, Венгрию, в том числе и Силезию. Оказавшись в гуще военных действий, герои вынуждены делать нелёгкий выбор: между принятием той или иной стороны, между разумным отступлением и паническим бегством, между долгом, обязанностями и велениями сердца.

## Герои
- Рейнмар фон Беляу по прозвищу Рейневан — основной персонаж цикла. Он же — Рейнмар из Белявы (нем. Reinmar von Bielau, пол. Reinmar z Bielawy), по тексту назывался также Рейнмаром фон Хагенау (в честь знаменитого поэта), Ланселотом, рыцарем с Телеги (при первой встрече с Урбаном Горном), Алькасином (герой романа «Окассен и Николетта», именем Николетты называлась Ютта). Принадлежа к дворянскому сословию, Рейнмар обучается медицине: сначала в кафедральной школе во Вроцлаве, потом познавал секреты травничества у свидницких аптекарей и в Бжегском приюте. Затем учился в пражском Карловом университете, где получил бакалавра искусств (artium baccalaureus). В 1419 году вернулся в родную Олесницу, где стал специализироваться на лечении травами и злаками в больнице при монастыре августинцев. Расследуя обстоятельства гибели своего старшего брата Петра, рыцаря на службе князя Зембицкого, владельца сукновальни, тайного сторонника гуситов и связного Фогельзанга (гуситской шпионской сети на территории Силезии), Рейневан попадает в поле зрения Биркарта фон Грелленорта и его Чёрных Всадников. После бегства из Силезии в 1425 году Рейневан открыто переходит в гуситское вероисповедание в Праге. После поражения гуситов вернулся в Силезию.

### Друзья, соратники
- Шарлей (пол. Szarlej) — друг и спутник Рейневана. Каноник Отто Беесс, препозит у Святого Яна Крестителя[2], отряжает Шарлея в спутники Рейневана, когда тот встречается с ним в Стшелине, по пути в Вроцлав. Некогда был францисканцем и организатором прогуситского мятежа во Вроцлаве, единственный из выживших вожаков восстания. Обладает бойцовскими навыками, познаниями в стратегии и искусстве войны, весьма эрудирован, обладает массой полезных знакомств и множеством имён, причем настоящее имя так и остаётся тайной. Так называемый солдат удачи, с безуспешными мечтаниями о спокойной старости. Шарлей мечтает уехать в Византию, к сытой и спокойной жизни, в конце саги решает добраться до Константинополя, чтобы побывать там до захвата города турками. В противовес Рейневану, с его метаниями и юношеской романтикой, Шарлей является более основательным. Для совершения того или иного действия ему требуется логическое обоснование (выгода от предприятия, в первую очередь — для себя). Несмотря на его эгоистичность и цинизм, он не раз выручает Рейневана из беды и оказывает помощь в его безумных, на первый взгляд, начинаниях. В конце трилогии даётся понять, что старик, который рассказывает в корчме историю, не кто иной, как Шарлей.
- Самсон Медок (пол. Samson Miodek) — заключённый в тело монастырского служки-дурачка ангел, друг и спутник Рейневана. Когда Рейнмар и Шарлей проводили мнимый обряд экзорцизма над впавшим в летаргию монахом в одном из монастырей бенедиктинцев, задуманное шарлатанство обернулось успехом («одержимый» ожил) со странным побочным эффектом: некая астральная сущность, именующая себя Странник, перенеслась в тело монастырского уборщика (недоразвитого умственно, но весьма развитого физически), крещёного — в честь библейского героя — под именем Самсон (по прозвищу Медок). Шарлей, в отличие от Рейневана, решивший, что Самсон — беглый священник-расстрига, благодаря спасению от волколака принял его как друга, не скрывая, впрочем, скепсиса по поводу «сверхъестественного происхождения» Самсона. Результатом этого путешествия стало присоединение Самсона к гуситам. Однако одно ему так и не удалось: вернуться в свой мир. Ни пражские магики, ни разыскиваемый ими Рупилиус Силезец в силу обстоятельств не смогли помочь ему. Но на пути к Силезцу он встречает и спасает свою будущую любовь — рыжеволосую Маркету, которая и стала одной из главных причин того, что Самсон примиряется с этим миром и готов остаться в нем навсегда. Но навсегда не получилось — Самсон погибает, спасая детей во время штурма Хеба (битвы, которая должна была стать для него последней, после которой он собирался уехать к Маркете).
- Отто Беесс — вроцлавский священник, препозит (старший каноник капитула) при соборе Святого Иоанна Крестителя. Ученик Генрика фон Беляу, друг семьи фон Беляу и покровитель Рейневана. Спасая Рейневана от мести семьи фон Стерча и внимания инквизиции, свёл его с Шарлеем в надежде, что тот поможет Рейневану скрыться за пределами Силезии. По доносу отца Фелициана, соборного алтариста, лишился должности препозита и уехал на родину, в Рогов.
- Ютта де Апольда, дочь чесника (подчашего) Бертольда де Апольда из Шёнау[3] — далеко не единственная, но на протяжении трёх томов практически основная возлюбленная Рейневана. Мимолётным видением она мелькает перед носом Рейнмара в «Башне шутов», до момента, когда отряд раубриттеров[4], в составе которого случайно оказывается Рейневан, захватывает Ютту и Катажину, дочь вельможи Яна фон Биберштайна из Стольца. Выкуп за дочь столь влиятельного человека золотым блеском манит раубриттеров, и они забирают Катажину фон Биберштайн с собой, правда, с лёгкой руки Рейневана, путают девушек. Узнав, что раубриттеры, получив выкуп, не собираются отпускать девушку живой, Рейневан, по совету жившего в замке мага, воспользовавшись лётной мазью, помогает пленнице бежать. Дело было тихой осенней ночью, и Рейнмар наконец-то понял, что влюбился. Из-за любви Рейневан, при помощи мамуна (в древних народных поверьях — духи в виде высоких тощих женщин, обёрнутых белыми полотнищами) разыскивает Ютту, заключённую в монастырь кларисок («Божьи воины»), освобождает из застенок инквизиция («Свет вечный»). В конце повествования умирает.
- Дзержка де Вирсинг — дальняя родственница братьев фон Беляу, конезаводчица и торговка лошадьми. Хорошая знакомая Шарлея, знавшего также и её мужа, Збылюта из Шарады. Активно поставляла лошадей гуситской Чехии, но после покушения на неё Чёрных Всадников Биркарта фон Грелленорта прекратила торговлю с гуситами. Долгое время укрывала у себя Эленчу фон Штетенкорн, вследствие чего вторично стала жертвой нападения Чёрных Всадников, чудом избежав гибели, спасённая отрядом рыцарей-соседей. Дала деньги на очередной крестовый поход, воспитывала Эленчу как дочь.
- Эленча фон Штетенкорн — дочь обедневшего рыцаря Хартвига фон Штетенкорна, единственная уцелевшая свидетельница организованного епископом Конрадом ограбления сборщика налогов, вёзшего деньги, собранные на организацию крестового похода. Спасаясь от разыскивавшего её Биркарта фон Грелленорта, скрывалась у Дзержки де Вирсинг (что едва не стоило жизни и Дзержке, и всем её слугам и работникам). Долгое время была безответно влюблена в Рейневана (в конце концов ответившего на её чувства).
- Гжегож Гейнче — приятель Рейневана по учёбе в Пражском университете, ныне папский инквизитор при вроцлавской диоцезии, доминиканец.[5] Формалист, дотошен и внешне мягок — что служит причиной постоянных упрёков в его адрес со стороны, в первую очередь, епископа Конрада. В обмен на освобождение Рейневана из заключения в Башне шутов предлагал ему стать информатором инквизиции (благодаря вмешательству гуситов Рейнмар счастливо избежал такой, противной его натуре, участи). Убеждённый и активный противник епископа Конрада и его взглядов на роль католической церкви и инквизиции. Сотрудничает с Parfaits (Совершенными) — глубоко законспирированными последователями церкви катаров. По наводке и при поддержке Урбана Горна взял штурмом и стёр до основания замок Сенсенберг — штаб-квартиру Биркарта фон Грелленорта и его Чёрных Всадников.
- Урбан Горн (настоящее имя — Бернгард Рот) — внебрачный сын бегинки, казнённой по обвинению в ереси, гуситский эмиссар в Силезии. Вначале — невольный спутник Рейневана (сокамерник в Башне шутов, напарник в поиске членов Фогельзанга)[6], позже — его соратник и товарищ. Вместе с Гжегожем Гейнче участвовал во взятии и разрушении замка Сенсенберг.
- Тибальд Раабе — голиард, так же, как и Горн — гуситский эмиссар в Силезии, активный агитатор и пропагандист гуситских идей, неоднократно приходит на помощь Рейневану, в том числе — в делах личного характера.
- Болько (Болеслав V) Волошек — наследный князь Ополя и Прудника, хозяин Глогувка, потомок силезской ветви династии Пястов и приятель Рейневана по учёбе в Пражском университете. Освободил Рейневана из рук банды Кунца Аулока (нанятых Стерчами охотников за головами). Под влиянием Рейневана заключил союз с гуситами, а позже открыто перешёл на их сторону. Сумел после разгрома гуситов сохранить владения, но лишился захваченных с помощью гуситов земель.
- Рикса Картафила де Фонсека — еврейка, шпион на службе польской короны. Помощница Рейневана в поисках Ютты, после заточения Рейневана в замок Лелёв добилась — в качестве благодарности за личные заслуги — его освобождения.

### Враги, противники
- Братья фон Стерча — рыцари, сыновья Таммо фон Стерча, владельца замка Штерендорф: Виттих, Гельфрад, Вольфгер, Морольд и Никлас. События трилогии начинаются в тот момент, когда братья застают Рейневана с женой Гельфрада — Аделью. Преследуя беглеца, гибнет младший из братьев, Никлас. В ответ разъярённые Стерчи с многочисленными друзьями (Иенч «Филин» Кнобельсдорф, Дитер Гакст, Стефан Роткирх) объявляют на Рейневана охоту с целью кровной мести. Однако в «Божьих воинах» Рейневан и Гельфрад фон Стерча невольно оказываются связаны одной клятвой: отомстить Яну Зембицкому за смерть Адели.
- Ян Зембицкий — поместный князь, член силезского «Руденбанда», потомок силезской ветви династии Пястов. При его дворе нашла поддержку и приют Адель фон Стерча, обвинившая Рейневана в том, что он её околдовал, чарами склонив к измене мужу («Башня шутов»). Обвинённый в колдовстве и покушении на жизнь князя, Рейнмар волей случая (благодаря вмешательству Кунца Аулока, охотника за головами, нанятого Стерчами, а позже — князя Болько Волошека, старого приятеля по учёбе в Праге) спасся из-под ареста, после многочисленных приключений оказавшись в Чехии и примкнув к гуситам. Позже, узнав от Гельфрада фон Стерча, что Ян Зембицкий ради выгодной женитьбы погубил Адель, бросив её по сфабрикованному обвинению в темницу, где она покончила с собой, не выдержав издевательств тюремщиков, Рейневан клянётся отомстить князю, что и осуществляет во время битвы при Велиславе.
- Епископ Конрад Олесницкий — епископ вроцлавский, наместник императора Сигизмунда в Силезии[7], яркий образец католического прелата, использующего духовную власть исключительно в личных целях. Честолюбив, тщеславен, коварен, лицемер. Взяточник, склонен к пьянству, обжорству и разврату. Во время рейда крестоносцев в Чехию — в качестве ответной меры после гуситского набега на Силезию — проявил себя по отношению к мирному чешскому населению как изувер и палач. Вместе с Путой из Частоловиц, князем Яном Зембицким, своим братом Конрадом Кантнером и другими лидерами папистов ведёт активную борьбу — в том числе вооружённую — с гуситами.
- Биркарт фон Грелленорт (он же Стенолаз) — антагонист Рейневана на протяжении всех трёх томов Саги, маг-полиморф[8], алхимик, чернокнижник и некромант. Воспитанник и помощник епископа Конрада (многими считается внебрачным сыном епископа, что сам епископ отрицает), создатель и вожак Роты Смерти (иначе — Чёрных Всадников) — банды ассасинов, руками которых епископ Конрад уничтожал заподозренных в сочувствии гуситам жителей Силезии, в числе которых был и Пётр фон Беляу, брат Рейневана. Стал виновником смерти Ютты де Апольда, заразив её — при помощи чёрной магии — неизлечимым гнилокровием. При поддержке епископа Конрада был назначен, в конце концов, светским наместником Силезии — и вскоре погиб от руки Сибиллы фон Беляу, дочери Петра и племянницы Рейневана.
- Дуца фон Пак — дочь рыцаря Ульрика фон Пака, любовница и соратница Биркарта фон Грелленорта по Роте Смерти. Несмотря на юный возраст, хладнокровная и жестокая убийца, любимое развлечение — конная охота на людей. Гибнет в последней схватке Чёрных Всадников с Рейневаном и его друзьями.
- Хайн фон Чирне — рыцарь, владелец замка Ниммерсатт, раубриттер. Узнав, что фон Чирне является заклятым врагом Стерчей, Рейневан пытался просить у него помощи, но расчётливый раубриттер предпочел взять Рейневана под стражу, чтобы передать его в руки инквизиции. Рейневану удалось спастись чудом (Хайн фон Чирне нанялся охранять одного из купцов, за которым охотилась Рота Смерти Биркарта фон Грелленорта; во время стычки раубриттеров с Чёрными Всадниками Рейневан бежал). Позже Хайн фон Чирне становится командиром вроцлавских наёмников, пока из соображений личной выгоды не решает примкнуть к гуситам. После разгрома гуситов в битве при Липанах фон Чирне предаёт их и возвращается в стан папистов.
- Буко фон Кроссиг — раубриттер, владелец замка Бодак. Рассчитывал — при помощи сведений, полученных от Рейневана — ограбить сборщика налогов, перевозившего деньги, собранные на крестовый поход (чего не произошло только из-за того, что раубриттеров опередили люди епископа Конрада). Раубриттерам, пошедшим по (ложному, как потом выяснилось) следу похитителей, удалось только захватить двух девушек, в одной из которых Рейневан (также ошибочно) опознал дочь влиятельного вельможи, Катажину фон Биберштайн. Опасаясь известного крутым нравом отца похищенной, Яна фон Биберштайна, раубриттеры собирались убить девушку, свалив её смерть на Рейневана и его спутников (к этому присовокупился тот факт, что Буко фон Кроссиг узнал в Шарлее одного из вожаков вроцлавского бунта 1418 года). К счастью для Рейневана, его спутники вовремя разгадали злодейский замысел и, оказав раубриттерам вооружённое сопротивление, бежали из Бодака. Сам Рейневан спасся из замка при помощи магии — воспользовавшись магической мазью для полётов, улетел вместе с похищенной девушкой.
- Ноткер фон Вейрах — раубриттер, предводитель комитивы, похитившей Ютту де Апольда (принятую за Катажину фон Биберштайн) с целью выкупа. Позже, опасаясь гнева Яна фон Биберштайна, по совету Буко фон Кроссига, принял решение убить пленницу и свалить её смерть на Рейневана и его товарищей. Когда этот план не удался, фон Вейрах оговорил Рейневана перед Яном фон Биберштайном, при свидетелях поклявшись в том, что Рейневан, пользуясь чарами, совратил Катажину фон Биберштайн. После разгрома раубриттерства бежал из Силезии.
- Отец Фелициан (в миру — Ганис фон Гвиздендорф по прозвищу Вошка) — вроцлавский клирик, алтарист одновременно двух храмов. Доносчик по призванию, пользуясь расположением епископа Конрада, доносил ему на всех подчинённых — в свою очередь, донося на самого епископа инквизитору Гейнче. Именно его донос стал причиной отставки каноника Отто Беесса, старого друга семьи фон Беляу и покровителя Рейневана. Несмотря на множество недоброжелателей, дослужился до сана каноника и умер своей смертью.
- Ян Смижицкий — чешский дворянин, гетман мелиницкий и рудницкий, сторонник гуситов. В конфликте каликстинцев и таборитов встал на сторону первых, был соучастником заговора Гинека из Кольштейна (ставившего целью истребить радикалов и, провозгласив королём чешским Сигизмунда Корибутовича, договориться с папистами). Выдал силезским властям многих гуситских агентов в Силезии (в том числе — Петра фон Беляу). После провала заговора был схвачен службой безопасности таборитов, но бежал из-под ареста. Вернулся в Чехию после окончания гуситских войн, нажил солидное состояние, в 1453 году обвинён в государственной измене и казнён.
- Пешек Крейчиж — гуситский проповедник, один из духовных лидеров Сироток (Нового Табора). Религиозный фанатик, крайне нетерпимый к ортодоксальному католицизму. При взятии города Золоторыя, уничтожая предметы религиозного культа в местной церкви, столкнулся с противодействием со стороны Рейневана и его друзей, обвинив их в ереси и идолопоклонничестве. Погиб при Крацау.

### Прочие
- Конрад Кантнер — князь Олесницкий, средний сын князя Конрада Старого, брат епископа Конрада, потомок силезской ветви династии Пястов. Вместе со старшим братом неоднократно принимал участие в крестовых походах против гуситов. Имея возможность выдать Рейневана в руки епископа Конрада, предпочёл — в знак уважения к памяти отца Рейневана — проявить милосердие и оказать ему помощь. Более умерен и осторожен в суждениях, чем его брат-епископ, чем неоднократно вызывал его гнев. Большой любитель соколиной охоты.
- Тристрам фон Рахенау — рыцарь, хозяин Букова, родственник Стерчей. Сосед Дзержки де Вирсинг, спас ей жизнь во время нападения Чёрных Всадников. Опознал Рейневана на турнире в Зембицах и, считая его убийцей Никласа фон Стерча, выдал в руки князя Яна Зембицкого.
- Парсифаль фон Рахенау — сын Тристрама фон Рахенау, армигер, позже — рыцарь. Был в конвое, сопровождавшем Ютту де Апольда и Катажину фон Биберштайн, во время нападения раубриттеров. Сражался против гуситов при осаде Клодзка, под Бытомом попал в плен, был исцелён и освобождён Рейневаном. Участвовал во взятии замка Сенсенберг. Женился на Офке фон Барут, кузине своего лучшего друга Генрика «Скворушки» фон Барута и внучке Таммо фон Стерча.
- Апечко (Апеч) фон Стерча — племянник Таммо фон Стерча, кузен братьев Стерчей. Старейшина рода после смерти Таммо, по требованию князя Яна Зембицкого прекратил преследовать Адель.
- Лукаш Божичко — дьякон, доверенный помощник Гжегожа Гейнче — и одновременно личный агент архиепископа Польши и Литвы, верный слуга польской короны. Внешне совершенно неприметный человек, но талантливый маг, после битвы при Велиславе выкрал Ютту де Апольда (схваченную и осуждённую князем Яном Зембицким на смерть) с целью шантажа Рейеневана из Зембиц и спрятал в монастыре. Попал под подозрение Биркарта фон Грелленорта и был, в конце концов, им отравлен.
- Сигизмунд (Зигмунт) Корибутович — литовский князь из династии Гедиминовичей, сын князя Дмитрия-Корибута, племянник Ягайло. Воспитывался в Кракове, при дворе своего дяди. Участник битвы при Грюнвальде. В 1422-31 годах — союзник гуситов, возглавлял отряды польских добровольцев. Претендент на чешский престол после отказа от короны другого своего дяди, великого литовского князя Витовта, позже — претендент на корону Верхней Силезии. В 1431 году вернулся на родину, погиб в 1435 году в битве под Вилькомиром.

## Особенности
Следует отметить историчность данного произведения. Конечно, не все события в точности совпадают с известными историческими фактами того времени, но большинство героев имеют реально существовавшие прототипы, более или менее соблюдена хронология событий, имеют место реально существовавшие сражения, области, города и поселения. И как заметил Станислав Бересь: если научную книгу об истории Силезии или гуситской войне прочитают лишь несколько десятков человек, то в общих чертах, благодаря Сапковскому, о них теперь узнали тысячи читателей и поклонников.

## Награды
В 2004 году, по результатам премии «Итоги года», вручаемой журналом «Мир Фантастики», роман «Башня шутов» был признан лучшим в номинации «Лучший зарубежный фэнтези-роман».